# مثلث كيه
مثلث كيه (بالإنجليزية: Triangle K)‏ هي وكالة شهادة كوشير تحت قيادة الحاخامين جوهوزف اتش. وآريه آر. رالباج. الهكشر هو حرف كيف (K) مَحصور في مثلث متساوي الأضلاع، ويُشرف على مجموعة من الماركات الكبيرة مثل دل مونت، صن سويت، مينت ماد، أوشن سبراي، صني دلايت، صن شيبس، وندر بريد.
بقيَ مثلث كيه مصدر جدال في المجتمع الأرثوذكسي، حيث أنَّ الكثير من اليهود الأرثوذكس يأكلون فقط غلات كوشير، ويستمر مثلث كيه في إعطاء شهاده جودة للأطعمة فيما عدا الغلات.